# Ovaloparmena capensis
Ovaloparmena capensis är en skalbaggsart som beskrevs av Stefan von Breuning och Teocchi 1983. Ovaloparmena capensis ingår i släktet Ovaloparmena och familjen långhorningar. Inga underarter finns listade i Catalogue of Life.